# 庄蔵
庄蔵（しょうぞう、文化7年（1810年） - 没年不詳）は、江戸時代の水主・漂流民。肥後国飽託郡川尻（現・熊本県熊本市南区）の出身。

## 生涯
天保6年（1835年）、自らが船頭を務める船で天草を出航し長崎へ向かうが、途中で嵐に遭い、35日間の漂流のすえ船員の寿三郎・熊太郎・力松とともにルソン島へ漂着した。
マニラに移動して2年間過ごしたのち、天保8年（1837年）スペイン船でマカオに移され、同じくアメリカに漂流していた音吉ら3名と合流する。同年、7名は帰国するためにアメリカ商船のモリソン号で浦賀へ向かうが、異国船打払令によって撤退を余儀なくされる（モリソン号事件）。モリソン号はその後薩摩山川港にまわり、庄蔵と寿三郎がいったんは上陸できたものの、結局帰国は許されなかった。
マカオに戻った庄蔵と寿三郎は、天保11年（1841年）に日本の家族に向けて手紙を書いている。
1845年前後に香港に移住すると、庄蔵は洗濯業と裁縫業を商い、アメリカ人の妻との間に息子をもうけている。また、マカオでキリスト教に改宗しており、初めて日本語翻訳版聖書を著したとされるカール・ギュツラフの翻訳作業を手伝ったり、香港にたどり着いた他の日本人漂流者を世話したという。香港の最初の日本人の定住者ではあったが、鎖国の時代のため、日本で暮らす庄蔵の家族への影響を慮ったゆえか、香港での記録は詳しく残されていない。